# 13357 Werkhoven
13357 Werkhoven è un asteroide della fascia principale. Scoperto nel 1998, presenta un'orbita caratterizzata da un semiasse maggiore pari a 2,7501172 UA e da un'eccentricità di 0,1649844, inclinata di 6,86906° rispetto all'eclittica.